# Mosca blanca cotonosa
La mosca blanca cotonosa o mosca blanca dels cítrics (Aleurothrixus floccosus) és una espècie d'hemípter aleiròdid que pot ser una plaga dels cítrics. Aquesta espècie és coneguda a Espanya des del 1969 i des de llavors s’ha convertit en la plaga més costosa de combatre en citricultura.

## Etimologia
- Aleurothrixus: mot compost per ἄλευρον (aleuron, farina) i thrixus (amb forma de fil), en referència als filaments ceris que desenvolupen els membres d'aquest gènere.[4]
- floccosus: mot llatí derivat de floccus, massa xicoteta o borrissol que formen determinades núvols. A causa de l'aparença cotonosa d'aquesta espècie.[5]

## Distribució
És nativa de la part tropical i subtropical d'Amèrica. Actualment es troba en les següents bioregions: neàrtic, neotropical, paleàrtic, afrotropical, i les Illes del Pacífic. I manca a Australàsia i Hawaii.

## Història
En 1900 ja es troba establerta a Florida i en 1966 al sud de Califòrnia. És present en l'arxipèlag Canari des d'antic, però sense arribar a establir-se com a plaga perillosa (Ministeri d'Agricultura d'Espanya, 1971). Posteriorment, alguns autors citen material de les Illes Canàries en la col·lecció del Museu Britànic des de 1937.
La seua introducció en la conca mediterrània és relativament recent. Apareix a Niça (França) l'any 1966, i a la península Ibèrica es detecta per primera vegada en l'estiu de 1968 a Màlaga, i a la fi de l'any 1969 s'observa a la província d'Alacant, dispersant-se ràpidament per totes les zones citrícoles, i causant inicialment danys molt importants. A Itàlia s'introdueix per Ligúria, a principis dels 70. En 1980 A. floccosus va començar a envair extenses àrees citrícoles italianes passant a ser una de les més importants plagues, observant-se a Sicília en 1980 i Sardenya en 1982. Al Marroc apareix en 1972, a Portugal s'observa en 1977, encara que a l'illa de Madeira era coneguda des dels anys 20 com una de les majors plagues dels cítrics. A Israel apareix en 1978, a Algèria en 1982 i a Tunísia en 1990.

## Descripció
Els adults de són de color groc, però amb l'aparença característica blanca, per la secreció cèria que els recobreix. La femella adulta fa aproximadament 1,5 mm de longitud mentre que el mascle una mica més menut. Es distingeixen quatre estadis nimfals. La nimfa de primer estadi, mòbil, és de color groguenc clar i presenta huit tubercles de secreció cèria en la seua zona dorsal. Després de desplaçar-se a poca distància, introdueixen els estilets en el mesofil·le de les fulles i es fixen. Les nimfes de segon estadi, ja fixes en la fulla cada vegada produeixen major secreció cèria, no sols dorsal si no també una nova secreció marginal. Les nimfes de tercer i quart estadi manquen de tubercles dorsals, però la secreció marginal es fa més abundant de manera que en el quart estadi nimfal els individus poden aparèixer totalment recoberts d'aquestes secrecions filamentoses i de gotes de mel de melada. A més, també és cada vegada és més notable l'excreció de gotes de mel de melada per l'orifici anal.

## Biologia
La mosca blanca cotonosa és una espècie polífaga. S'alimenta de plantes pertanyents a més de vint gèneres de diferents famílies, no obstant això en l'àrea mediterrània manifesta una preferència quasi exclusiva per plantes del gènere Citrus. En els darrers anys, també s’ha enregistrat a lúcuma i guaiaba. Prefereixen alimentar-se i col·locar-se a la part inferior de les fulles joves que broten quan els arbres hostes presenten un creixen actiu. La femella duu a terme la posta de manera aïllada i en el revés de les fulles totalment desenvolupades, prop del nervi central. Cada femella pot posar una mitjana d'uns 200 ous.
En les condicions mediterrànies produeixen entre 5 i 8 generacions per any, observant-se altes poblacions des de finals de l'estiu fins a principis d'hivern.

## Símptomes i danys
Piquen les fulles, de les quals extrauen saba, provocant un afebliment generalitzat de la planta, fins i tot la pèrdua de qualitat del fruit. Segreguen mel de melada propiciant el desenvolupament de la negreta, que en cobrir la superfície foliar resta capacitat fotosintètica al vegetal. Per tant, causa danys directes, per succió de saba, i indirectes, per la secreció de mel de melada.
El principal símptoma de la seua presència és la detecció de la mel de melada i secreció cèria dels estadis nimfals avançats, que poden arribar a cobrir totalment el revers de la fulla, generant problemes a l'agricultor en el treball rutinari i en la collita, així com propiciant el desenvolupament de negreta. A més, l'abundant secreció cèria pot propiciar el desenvolupament d'altres plagues, com cotxinilles i àcars, que queden protegides per aquesta enfront de tractaments fitosanitaris i a l'acció d'enemics naturals.

## Control

### Control químic
El control químic és prou ineficient enfront aquesta espècie. Un estudi científic certifica que els dos dels insecticides recomanats en gestió integrada de cítrics, tant la pimetrozina com la flonicamida són insecticides sistèmics que s'utilitzen generalment per al control de pugons, afecten negativament a la fauna auxiliar per mitjà de la mel de melada que produeix, en part, la mosca blanca cotonosa i la qual forma part de la dieta de molts insectes beneficiosos. Cal evitar emprar fitosanitaris que afecten a C. noacki.

### Control biològic
Després de l'entrada a Espanya d'aquesta espècie de mosca blanca, s'han introduït tres himenòpters afelínids parasitoides que havien tingut bona eficàcia a Califòrnia i Mèxic: Cales noacki, Eretmocerus paulistus i Amitus spiniferus, sent el primer d'aquests el que va aconseguir una aclimatació més ràpida i efectiva. Les primeres soltes es feren a Màlaga, observant-se un any després un notable descens de les poblacions de la mosca blanca cotonosa. Actualment, les poblacions de mosca blanca cotonosa a la zona mediterrània són totalment controlades per C. noacki. A la província d'Alacant i al sud de la de València, s'ha trobat a A. spiniferus parasitant el primer i segon estadi nimfal de la mosca blanca cotonosa. Pareix ser que l'espècie passa l'hivern en estat de pupa i els adults poden començar a detectar-se a la primavera.
Tanmateix, hi ha un hiperparasitoide, Signiphora sp. (Signiphoridae), dels parasitoides anteriors els ha fet menys efectius i les poblacions de la mosca blanca cotonosa pot augmentar, encara que s'estan estudiant les interaccions interespecífiques entre totes aquestes espècies per a veure quin podria ser l'abast de l'hiperparasitoide.
Diverses espècies de depredadors poden exercir una reducció poblacional de la plaga, encara que en general presenten una baixa efectivitat per a un control efectiu de la mateixa per si soles, la qual cosa es deu al fet que són espècies molt generalistes i també actuen sobre altres espècies de fitòfags dels cítrics. Entre els depredadors existents sobre aquesta espècie de mosca blanca, podem destacar als coccinèl·lids Clistotethus arcuatus i Cryptolaemus montrouzieri, i als neuròpters Chrysoperla carnea i Conwentzia psociformis. Clistotethus arcuatus és un coccinèl·lid de color marró fosc, àmpliament distribuït per la conca Mediterrània, que s'alimenta, a més, d'altres espècies de mosques blanques, com Bemisia tabaci i Trialeurodes vaporariorum i altres fitòfags.
Per aquesta raó és recomanable el control biològic de conservació, introduint als camps de cultius plantes on puguen refugiar-se els depredadors i parasitoides en forma de cobertura vegetal o bardisses.

### Control cultural
- Eliminar els brots vegetatius excessius (els xucladors, són focus per a aquest insecte).
- Dur a term podes de ventilació.
- Evitar excés d'abonament nitrogenat i de reg. Adobar i regar de manera equilibrada per a evitar el sobrecreixement.[8]